# كليازما
كليازما (بالروسية: Клязьма) هو نهر في روسيا يبلغ طوله 686 كم. يجري في المقاطعات التالية: موسكو أوبلاست ،فلاديمير أوبلاست،إيفانوفو أوبلاست،نيجني نوفغورود أوبلاست.
ينبع من هضبة موسكو بالقرب من مدينة سولنتشنوغورسك ويصب في نهر أوكا.